# تجوية فضائية

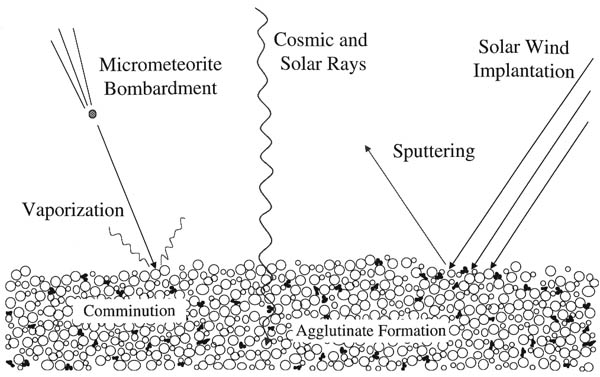

التجوية الفضائية هو مصطلح يستخدم للتعبير عن الظروف القاسية التي يتعرض لها أي جرم بسبب الظروف القاسية للبيئة الفضائية. فالأجرام التي لا يحيط بها غلاف جوي أو غلاف جوي صغير مثل القمر وعطارد والمذنبات وبعض أقمار الكواكب تتعرض للعديد من عمليات التجوية.
- التعرض أشعة كونية وكامل الأشعة الشمسية
- التعرض للرياح الشمسية وجزيئاتها المشحونة
- قصف باحجام مختلفة من النيازك والجسيمات النيزكية الدقيقة

تعتبر التجوية الفضائية عنصر هام حيث تؤثر على الصفات الفيزيائية لسطح الأجرام المتعرضة لها.

## التاريخ
يأتي جزء كبير من معرفتنا بعملية التجوية الفضائية من دراسات العينات القمرية التي أرجعها برنامج أبولو ، ولا سيما التربة القمرية (أو الثرى). يعمل التدفق المستمر للجزيئات عالية الطاقة والنيازك الدقيقة ، جنبًا إلى جنب مع النيازك الكبيرة ، على تفتيت مكونات التربة القمرية وذوبانها وتبخيرها وتبخرها.
كانت أولى نواتج التجوية الفضائية التي تم التعرف عليها في تربة القمر هي "التراص". يتم إنشاء هذه عندما تذوب النيازك الدقيقة كمية صغيرة من المواد ، والتي تدمج شظايا الزجاج والمعادن المحيطة في كتلة ملحومة بالزجاج تتراوح في الحجم من بضعة ميكرومتر إلى بضعة ملليمترات. التراص شائع جدًا في تربة القمر ، وهو يمثل ما يصل إلى 60 إلى 70٪ من التربة الناضجة. تظهر هذه الجسيمات المعقدة وغير المنتظمة الشكل سوداء للعين البشرية ، ويرجع ذلك إلى حد كبير إلى وجود الحديد النانوي فيها.
تــُنتج التجوية الفضائية أيضًا منتجات مرتبطة بالسطح على حبيبات التربة الفردية ، مثل البقع الزجاجية ؛ الهيدروجين والهيليوم والغازات الأخرى المنغرسة ؛ مسارات التوهج الشمسي والمكونات المتراكمة ، بما في ذلك الحديد النانوي. حتى التسعينات من القرن الماضي لم يتم تحسين الأدوات ، ولا سيما تقنية المجاهر الإلكترونية الناقلة ، والتقنيات التي سمحت باستكتشاف طبقات رقيقة جدًا (60-200 نانومتر) من المادة ، أو الحافات ، والتي تتطور على حبيبات التربة القمرية الفردية نتيجة لإعادة ترسب بخار من شطايا نيزكية دقيقة قريبة وإعادة ترسيب مواد متناثرة من الحبوب القريبة.
عمليات التجوية هذه لها تأثيرات كبيرة على الخصائص الطيفية للتربة القمرية ، لا سيما في الأطوال الموجية فوق البنفسجية UV والأشعة المرئية Vis والأشعة تحت الحمراء القريبة NIR. تُعزى هذه التغيرات الطيفية إلى حد كبير إلى شوائب "الحديد النانوي الطور" ، وهو مكون موجود في كل مكان من كل من التراص وحواف التربة. تتشكل هذه الفقاعات الصغيرة جدًا (التي يبلغ قطرها من واحد إلى بضع مئات من النانومتر) من الحديد المعدني عندما يتم تبخير المعادن الحاملة للحديد (مثل الزبرجد الزيتوني والبيروكسين) ويتم تحرير الحديد وإعادة ترسيبه في شكله الأصلي.

## التأثيرات على الخصائص الطيفية

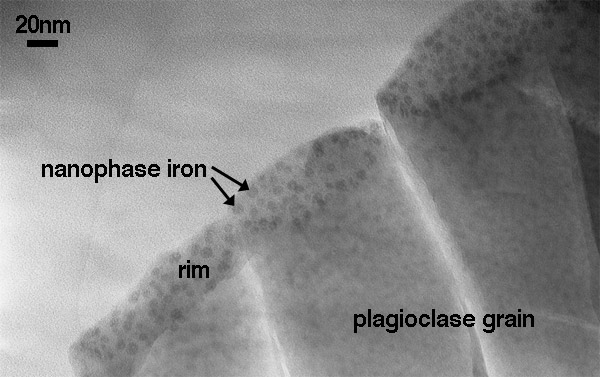
صورة TEM لحافة مجوية في الفضاء على حبة تربة قمرية 10084

على القمر ، تكون التأثيرات الطيفية لعوامل التجوية في الفضاء ثلاثة أضعاف: مع نضوج سطح القمر يصبح أكثر قتامة (البياض ينخفض) ، ويزداد اللون الأحمر (حيث يزيد الانعكاس مع زيادة الطول الموجي) ، وعمق تشخيص نطاق امتصاص الموجات absorption bands تم تخفيفها مع الوقت  ترجع هذه التأثيرات إلى حد كبير إلى وجود حديد طور نانوي Nanophase في كل من التراص وفي الحواف المتراكمة على الحبوب الفردية. يمكن رؤية التأثيرات القاتمة للعوامل الجوية في الفضاء بسهولة من خلال دراسة الفوهات القمرية. تحتوي الفوهات الحديثة الفتية على نظام شعاعي ساطع ، لأنها كشفت عن مواد جديدة غير متسخة بالرياح ، ولكن بمرور الوقت تختفي هذه الأشعة حيث تؤدي عملية التجوية إلى تعتيم المادة.

## التجوية الفضائية على الكويكبات
يُعتقد أيضًا أن التجوية الفضائية تحدث على الكويكبات ،  على الرغم من اختلاف البيئة تمامًا عن القمر. تكون التأثيرات في حزام الكويكبات أبطأ ، وبالتالي تخلق ذوبانًا وبخارًا أقل. أيضًا ، يصل عدد أقل من جزيئات الرياح الشمسية إلى حزام الكويكبات. وأخيرًا ، فإن المعدل الأعلى للاصطدامات وانخفاض الجاذبية للأجسام الأصغر يعني أن هناك المزيد من الانقلاب وأن أعمار تعرض السطح لا بد أن تكون أصغر مما يحدث على سطح القمر. لذلك ، فمن المتوقع
أن تحدث التجوية الفضائية بشكل أبطأ وبدرجة أقل على أسطح الكويكبات.
ومع ذلك ، فإننا نرى أدلة على التجوية الفضائية في الكويكبات. لسنوات كان هناك ما يسمى بـ "اللغز" في مجتمع علوم الكواكب لأن أطياف الكويكبات ، بشكل عام ، لا تتطابق مع أطياف مجموعتنا من النيازك. على وجه الخصوص ، لم تتطابق أطياف الكويكبات من النوع S مع أطياف أكثر أنواع النيازك وفرة ، وهي الكوندريتات العادية (OCs). تميل أطياف الكويكب إلى أن تكون أكثر احمرارًا مع وجود انحناء حاد في الأطوال الموجية المرئية. ومع ذلك قام " بينزل" وآخرون  بوصف الكويكبات القريبة من الأرض بخصائص طيفية تغطي النطاق من النوع S إلى الأطياف المشابهة لتلك الموجودة في النيازك OC ، مما يشير إلى حدوث عملية مستمرة يمكن أن تغير أطياف الكوندريتات OC لتبدو مثل الكويكبات من النوع S. هناك أيضًا دليل على حدوث تغير في الثرى (التربة) من تحليق غاليليو في "جاسبرا" و "إيدا" يظهر اختلافات طيفية في الحفر الجديدة. مع مرور الوقت ، يبدو أن أطياف Ida و Gaspra تزداد احمرارًا وتفقد التباين الطيفي. تشير الدلائل المستمدة من قياسات الأشعة السينية لـمسبار الفضاء NEAR Shoemaker تشير إلى أن الكويكب 433 إروس يتكون من تركيبة كوندريت عادية على الرغم من طيفه من النوع S منحدر باللون الأحمر ، مما يشير مرة أخرى إلى أن بعض العمليات قد غيرت النطاق البصري للسطح.
تـُظهر نتائج المركبة الفضائية هايابوسا عند الكويكب إيتوكاوا ، وهو أيضًا كوندريت عادي في التكوين ، دليلًا طيفيًا على التجوية في الفضاء. بالإضافة إلى ذلك تم تحديد دليل قاطع على تغيرات التجوية في الفضاء في حبيبات التربة التي أعادتها المركبة الفضائية هايابوسا. نظرًا لأن الكويكب إيتوكاوا صغير جدًا (قطره 550 مترًا) ، فقد كان يُعتقد أن الجاذبية المنخفضة لن تسمح بتطور الثرى الناضج ، ومع ذلك ، فإن الفحص الأولي للعينات المرتجعة يكشف عن وجود الحديد النانوي وتأثيرات التجوية الفضائية الأخرى على العديد الحبوب. بالإضافة إلى ذلك هناك أدلة على أن التجوية يمكن أن تتطور على الأسطح الصخرية على الكويكب. من المحتمل أن تكون هذه الطلاءات مشابهة للطلاءات الموجودة على الصخور القمرية.
هناك أدلة تشير إلى أن معظم تغير اللون بسبب التجوية يحدث بسرعة ، في المائة ألف عام الأولى ، مما يحد من فائدة القياس الطيفي لتحديد عمر الكويكبات.

## التجوية الفضائية على عطارد
تختلف البيئة على عطارد أيضًا اختلافًا كبيرًا عن القمر. لسبب واحد ، يكون الجو أكثر سخونة في النهار (درجة حرارة السطح النهارية ~ 100 درجة مئوية للقمر ، ~ 425 درجة مئوية على عطارد) وأبرد في الليل ، مما قد يغير منتجات التجوية في الفضاء. بالإضافة إلى ذلك ، نظرًا لموقعه في النظام الشمسي ، يتعرض عطارد أيضًا لتدفق أكبر قليلاً من النيازك الدقيقة التي تؤثر بسرعات أعلى بكثير عن القمر. تتحد هذه العوامل لتجعل عطارد أكثر كفاءة من القمر في تكوين كل من الذوبان والبخار. لكل وحدة مساحة ، من المتوقع أن تنتج التأثيرات على عطارد 13.5 ضعف الذوبان و 19.5 مرة من البخار مما ينتج على القمر. فتتكون رواسب شبيهة بالزجاج اللاصق والطلاءات المترسبة بالبخار بشكل أسرع وأكثر كفاءة على عطارد من القمر.
الطيف المرئي Vis والأشعة فوق البنفسجية UV لعطارد ، كما لوحظ تلسكوبيًا من الأرض ، خطي تقريبًا ، مع منحدر أحمر. لا توجد نطاقات امتصاص مرتبطة بالمعادن الحاملة للحديد ، مثل البيروكسين. هذا يعني أنه إما أنه لا يوجد حديد على سطح عطارد ، أو أن الحديد الموجود في المعادن الحاملة للحديد قد تم تجويته إلى الحديد النانوي. فإن هذا يمكن أن يفسر السطح المتجوي المنحدر المحمر لعطارد.

## اقرأ أيضا
- مناخ الفضاء
- طقس فضائي